# Абертами
Абертами, Абертамы (чеш. Abertamy, бывш. нем. Abertham) — город в районе Карловы Вары Карловарского края Чехии. Он расположен в Рудных горах, на 16 км севернее Карловых Вар. Численность населения составляет 1 413 (2005). Является центром зимних видов спорта. К административной территории города относится также близлежащая деревня Гржебечна. На высоте 840 м на возвышенности Рудных гор расположен центр отдыха, находящийся в 8 км к северу от Нейдека.

## История
Первое упоминание Абертам в письменных источниках относится к 1529 году, когда в этом районе начали селиться шахтёры. В 1531—1558 годах здесь была шахта по добыче серебра. В 1579 году Абертамы получили статус города. 15 сентября 1590 года здесь было отмечено сильное землетрясение. После Тридцатилетней войны добыча серебра была прекращена и продолжалась лишь добыча олова. Абертамы потеряли свой статус города, и после войны область была принудительно католицизирована. В XIX веке здесь было начато производство перчаток и оно расширялось в XX веке. В 1876 году Абертамы снова получили городской статус.
В 1910 году город населяло 4 200 жителей. В 1921 году Абертамы были электрифицированы. Город был аннексирован нацистской Германией в 1938 году, в 1945 немецкоговорящие люди были высланы, а местная промышленность национализирована. В 1947 г. в Абертамах было около 1 200 жителей. Была начата интенсивная добыча урановой руды (к принудительной работе в тяжёлых условиях были привлечены заключённые из близлежащего коммунистического концентрационного лагеря Яхимов. В 1998 году завод по производству перчаток закрылся.
С 1946 года в Абертамах открылась средняя школа с уклоном в обучении на лесную промышленность.

## Население
| Год  | Численность | Численность |
| ---- | ----------- | ----------- |
| 1869 | 3310        | [ 8 ]       |
| 1880 | 3605        | [ 8 ]       |
| 1890 | 3644        | [ 8 ]       |
| 1900 | 4010        | [ 8 ]       |
| 1910 | 4293        | [ 8 ]       |
| 1921 | 3512        | [ 8 ]       |
| 1930 | 3824        | [ 8 ]       |
| 1950 | 2261        | [ 8 ]       |
| 1961 | 1715        | [ 8 ]       |
| 1970 | 1145        | [ 8 ]       |
| 1980 | 1156        | [ 8 ]       |
| 1991 | 1052        | [ 8 ]       |
| 2001 | 1197        | [ 8 ]       |
| 2011 | 1213        | [ 8 ]       |
| 2014 | 1191        | [ 9 ]       |
| 2016 | 1094        | [ 10 ]      |
| 2017 | 1050        | [ 11 ]      |
| 2018 | 1016        | [ 12 ]      |
| 2019 | 975         | [ 13 ]      |
| 2020 | 939         | [ 14 ]      |
| 2021 | 924         | [ 15 ]      |
| 2022 | 866         | [ 16 ]      |
| 2023 | 896         | [ 17 ]      |
| 2024 | 848         | [ 4 ]       |

## Достопримечательности
- Возле города расположена гора Плешивец высотой 1028 метров. Этот район активно используется для зимних и летних видов спорта с большим числом туристов, приезжающих из Германии.
- Церковь, построенная в 1534 году, оформлена в стиле барокко с 1736 г., отреставрирована в первой половине XIX века. Строение было заново отреставрировано в 1990-х годах и в 2003.
- Здесь есть большое скопление скал, известных как Dračí skály (Драконовы камни).[18]